# Proharpinia barbada
Proharpinia barbada is een vlokreeftensoort uit de familie van de Phoxocephalidae. De wetenschappelijke naam van de soort is voor het eerst geldig gepubliceerd in 1997 door Bellan-Santini.